# تفجير مقديشو يونيو 2021
تفجير مقديشو يونيو 2021 في 15 يونيو 2021 وقع تفجير انتحاري في مقديشو عاصمة الصومال. حدث ذلك في معسكر الجنرال دجوبادان العسكري، حيث قتل المهاجم 15 مجندًا في الجيش. كان في طابور من المجندين متظاهرًا بأنه واحد منهم.
أعلنت حركة الشباب فرع القاعدة في الصومال شرق إفريقيا مسؤوليتها عن التفجير. كان هذا الهجوم الأكثر دموية في العاصمة الصومالية منذ ديسمبر 2019، عندما أسفر تفجير شاحنة مفخخة لحركة الشباب عند نقطة تفتيش للشرطة عن مقتل 85 شخصًا وإصابة 140 آخرين.